# 彩虹 (加利福尼亞州)
彩虹（英語：Rainbow）是位於美國加利福尼亞州聖地牙哥縣的一個人口普查指定地區。

## 地理
彩虹的座標為33°24′40″N 117°08′57″W / 33.41111°N 117.14917°W，而該地最高點為海拔高度318米（即1043英尺）。

## 人口
根據2010年美國人口普查的數據，彩虹的面積為28.599平方千米，均為陸地。當地共有人口1832人，而人口密度為每平方千米64人。